# Orthotrichia
Orthotrichia is een geslacht van schietmotten uit de familie Hydroptilidae

## Soorten
Deze lijst van 203 stuks is mogelijk niet compleet.
- O. aberrans A Wells, 1979
- O. acina A Wells, 2005
- O. aculeata A Wells, 1979
- O. adornata A Wells, 1979
- O. advena A Wells, 1984
- O. aegerfasciella (VT Chambers, 1873)
- O. aequatoriana DE Kimmins, 1957
- O. agtuuganonica W Mey, 1998
- O. aiema A Wells, 1991
- O. alata A Wells, 1990
- O. alboguttata S Jacquemart, 1956
- O. alveata A Wells, 1979
- O. ammanensis H Malicky, 1996
- O. amnica A Wells, 1990
- O. angustella (R McLachlan, 1865)
- O. annulata A Wells, 1984
- O. armata A Wells, 1979
- O. asimetris A Wells & H Malicky, 1997
- O. atraseta A Wells, 1979
- O. attenuata A Wells, 1983
- O. avicularis DE Kimmins, 1951
- O. baldufi JM Kingsolver & HH Ross, 1961
- O. banisbus A Wells, 1991
- O. barnardi KMF Scott, 1963
- O. bellicosa A Wells, 1979
- O. bencana J Olah, 1989
- O. benguelensis G Marlier, 1965
- O. bensoni A Wells, 1990
- O. berbaring A Wells & H Malicky, 1997
- O. bertie A Wells, 2005
- O. bilasnating A Wells, 1991
- O. bipela A Wells, 1991
- O. bisetula A Wells & T Andersen, 1995
- O. bishopi A Wells, 1979
- O. bolyi W Guenda, 1996
- O. bucera L Yang & Y Xue, 1992
- O. bullata A Wells, 1979
- O. capillata A Wells, 1979
- O. cazaubonae W Guenda, 1996
- O. cernyi W Mey, 1990
- O. cinctigera A Wells, 1984
- O. conferta A Wells, 1983
- O. constricta A Wells, 1990
- O. costalis (J. Curtis, 1834)
- O. cristata KJ Morton, 1905
- O. crutwelli A Wells, 1991
- O. cucullata A Wells, 1984
- O. curta JM Kingsolver & HH Ross, 1961
- O. curvata (Ulmer, 1951)
- O. chitwan H Malicky & P Chantaramongkol, 2007
- O. damasi G Marlier, 1943
- O. dampfi (Ulmer, 1963)
- O. dapola W Guenda, 1996
- O. dentata JM Kingsolver & HH Ross, 1961
- O. deukalion H Malicky & T Prommi, 2000
- O. digitata A Wells, 1984
- O. dilgri A Wells, 1983
- O. disparalis A Wells, 1984
- O. ditenga A Wells, 1990
- O. divaricata A Wells, 1983
- O. echidna H Malicky, 1999
- O. egena W Mey, 1998
- O. ensiformis A Wells, 1984
- O. eurhinata A Wells, 1985
- O. exiqua A Wells, 1979
- O. extensa AV Martynov, 1935
- O. fimbriata A Wells, 1991
- O. flabella A Wells, 1983
- O. fontinalis A Wells, 1990
- O. fortificata W Mey, 1998
- O. fragilis A Wells, 1984
- O. furcata A Wells, 1990
- O. garbunga A Wells, 1990
- O. glebula A Wells, 1984
- O. gracilis A Wells, 1979
- O. gressitti A Wells, 1991
- O. guinkoi W Guenda, 1996
- O. guruluhela (F Schmid, 1958)
- O. hinipitigola (F Schmid, 1958)
- O. hippomenes H Malicky, 2004
- O. huaihuat H Malicky & P Chantaramongkol, 2007
- O. hydroptiloides A Wells & T Andersen, 1995
- O. ifugao A Wells & W Mey, 2002
- O. indica AV Martynov, 1935
- O. inornata A Wells, 1979
- O. instabilis DG Denning, 1948
- O. iriga A Wells & W Mey, 2002
- O. jani A Wells & J Huisman, 1993
- O. jembatana A Wells, 1990
- O. kabaenica A Wells & J Huisman, 2001
- O. kaitica A Wells, 1991
- O. kalengiensis B Statzner, 1977
- O. kholoensis A Wells, 1979
- O. kinabalu H Malicky & P Chantaramongkol, 2007
- O. kivuensis S Jacquemart, 1956
- O. kokodana DE Kimmins, 1962
- O. krungut A Wells, 1991
- O. lalonduwasi A Wells & J Huisman, 2001
- O. lanna H Malicky & P Chantaramongkol, 2007
- O. lebar A Wells & J Huisman, 1993
- O. lentigo A Wells, 1984
- O. litoralis (Ulmer, 1951)
- O. litoris W Mey, 2006
- O. litotes A Wells, 1984

- O. lobophorana W Mey, 2003
- O. luonga J Olah, 1989
- O. luzofortificata W Mey, 2003
- O. mackayi A Wells, 1991
- O. maeandrica (Ulmer, 1951)
- O. marsyas H Malicky, 2004
- O. medipitigola (F Schmid, 1958)
- O. melitta H Malicky, 1976
- O. menarika A Wells, 1990
- O. mencenga A Wells, 1990
- O. menjonkok A Wells & H Malicky, 1997
- O. minalwang A Wells & W Mey, 2002
- O. momanga J Olah, 1989
- O. morula A Wells, 1979
- O. moselyi B Tjeder, 1946
- O. muscari A Wells, 1983
- O. mussoi W Guenda, 1996
- O. namnao H Malicky & P Chantaramongkol, 2007
- O. nessos H Malicky & P Chantaramongkol, 2007
- O. newi A Wells & J Huisman, 1993
- O. nigrovillosa A Wells & T Andersen, 1995
- O. nontaburi H Malicky & P Chantaramongkol, 2007
- O. nova G Marlier, 1978
- O. obscura DE Kimmins, 1962
- O. obtecta A Wells & D Dudgeon, 1990
- O. ops H Malicky & P Chantaramongkol, 2007
- O. orbostensis A Wells, 1979
- O. palikos H Malicky & P Chantaramongkol, 2007
- O. paranga A Wells, 1979
- O. parthenopaios H Malicky & P Chantaramongkol, 2007
- O. parthenos H Malicky & P Chantaramongkol, 2007
- O. pectinella A Wells, 1983
- O. penthesileia H Malicky & P Chantaramongkol, 2007
- O. persephone H Malicky, 2008
- O. petiti S Jacquemart, 1962
- O. polyhymnia H Malicky, 2008
- O. polyxena H Malicky & P Chantaramongkol, 2007
- O. prevoti W Guenda, 1996
- O. priapos H Malicky & P Chantaramongkol, 2007
- O. putoei H Malicky & P Chantaramongkol, 2007
- O. ranauana (Ulmer, 1951)
- O. rostrata A Wells, 1979
- O. runching A Wells & J Huisman, 1993
- O. sabazios H Malicky & P Chantaramongkol, 2007
- O. sanya Mosely, 1948
- O. scutata A Wells, 1979
- O. scutellata A Wells & T Andersen, 1995
- O. serrata A Wells, 1990
- O. shawkah H Malicky & P Chantaramongkol, 2007
- O. shimigaya SC Harris & LJ Davenport, 1999
- O. sibuyan H Malicky & P Chantaramongkol, 2007
- O. sinit A Wells & J Huisman, 1993
- O. specana A Wells, 2005
- O. spinicauda DE Kimmins, 1958
- O. spiralina B Statzner, 1977
- O. stipa A Wells, 1979
- O. straeleni S Jacquemart, 1956
- O. styx H Malicky, 2008
- O. submontana W Mey, 1995
- O. suchiara J Olah, 1989
- O. suteri A Wells, 1979
- O. talea A Wells, 1984
- O. taleban H Malicky & P Chantaramongkol, 2007
- O. talumalaus H Malicky & P Chantaramongkol, 2007
- O. terpsichore H Malicky & P Chantaramongkol, 2007
- O. thaleia H Malicky & P Chantaramongkol, 2007
- O. thanatos H Malicky & P Chantaramongkol, 2007
- O. thaumas H Malicky & P Chantaramongkol, 2007
- O. theia H Malicky, 2008
- O. thersites H Malicky & P Chantaramongkol, 2007
- O. thistletoni A Wells, 1991
- O. thyone H Malicky & P Chantaramongkol, 2007
- O. tinggi A Wells & J Huisman, 2001
- O. tombak A Wells & H Malicky, 1997
- O. tomentosa A Wells, 1990
- O. tonjolana A Wells, 1990
- O. tortuosa A Wells, 1979
- O. tragetti Mosely, 1930
- O. triacantha W Mey, 2003
- O. trilineata S Jacquemart, 1963
- O. trispinata A Wells, 2005
- O. triton H Malicky, 2008
- O. tumoris A Wells, 1984
- O. tunjakkana A Wells, 1990
- O. turrita A Wells, 1979
- O. tyche H Malicky & P Chantaramongkol, 2007
- O. tyleri A Wells, 1979
- O. typhoeus H Malicky & P Chantaramongkol, 2007
- O. tyro H Malicky & P Chantaramongkol, 2007
- O. udawarama (F Schmid, 1958)
- O. urania H Malicky & P Chantaramongkol, 2007
- O. urimica A Wells, 1984
- O. velata A Wells, 1983
- O. verbekei S Jacquemart, 1957
- O. vertumnus H Malicky & P Chantaramongkol, 2007
- O. wellsae YG Xue & LF Yang, 1990
- O. yabbaca A Wells, 1983
- O. yaowachon H Malicky & P Chantaramongkol, 2007
- O. zonata (A Neboiss, 1977)